# Закарин, Айдар Азатович
Айдар Азатович Закарин (род. 19 апреля 1994, Набережные Челны, Татарстан,  Россия) — российский профессиональный шоссейный велогонщик. Мастер спорта России. Младший брат велогонщика Ильнура Закарина. Завершил спортивную карьеру в июле 2017 года.

## Карьера
Выступал за команды Helicopters, Itera-Katusha, Gazprom-RusVelo, Локосфинкс. Завершил спортивную карьеру в июле 2017 года. Занимается предпринимательской деятельностью.

## Достижения

### Шоссе
2015
3-й Чемпионат России — Групповая гонка U23
2017
1-й — Этап 3 Volta Ciclista Internacional a Lleida
3-й Вуэльта Ла-Корунья — Генеральная классификация
1-й — Этап 3

### Трек
2012
2-й  Чемпионат мира — Гонка по очкам (юниоры)
3-й  Чемпионат мира — Командная гонка преследования (юниоры)